# Паулу Сесар Вінья (державний парк)
Держа́вний парк Па́улу Се́зара Ві́ньї (порт. Parque Estadual Paulo César Vinha) — державний парк у штаті Еспіриту-Санту, Бразилія. Він захищає територію дюн, лагун та боліт уздовж узбережжя Атлантичного океану.

## Розташування
Парк розташований у муніципалітеті Гуарапарі, штат Еспіриту-Санту. Його площа становить близько 1 500 га (3 707 акрів). У парку є візит-центр, де демонструються відео та слайди про парк, а також проводяться лекції з екологічної освіти. Парк має 4 км. стежок, що починаються приблизно за 1 км. від автостоянки за межами парку. Парк оточений природоохоронною територією Сетіба, яка виконує роль буферної зони, а також намагається захистити морське середовище архіпелагу Трес-Ільяс.
У парку є два пляжі: Сол та Караїс. Уздовж узбережжя розташовано кілька островів та скель. Парк містить різноманітні екосистеми, включаючи лагуни, піщані дюни та заплави. Лагуна Караїс є його головною визначною пам'яткою. Вода в лагуні має червонуватий відтінок через коріння рослин. Рослинність включає сухий ліс, постійно затоплений ліс, трав'янисте болото та відкриті формації. До видів, що перебувають під загрозою зникнення, входять Eugenia pluriflora (pimenteira rosa) та Astrocaryum aculeatissimum (ouriço preto).

## Історія
Парк був створений державним указом 2993-N у 1990 році під початковою назвою Державний парк Сетіба. Метою створення є захист безперервної ділянки рестінги, однієї з найбільш загрозливих екосистем Атлантичного лісу. Законом 4.903 від 1994 року його було перейменовано на Державний парк Паулу Сезара Віньї на честь біолога Паулу Сезара Віньї, якого було вбито у 1993 році за протидію видобутку піску в регіоні. У 2002 році парк став частиною Центрального Атлантичного лісового екологічного коридору.